# La Reine des pommes (chanson)
Pour les articles homonymes, voir La Reine des pommes.
Singles de Lio
Zip a doo wah Tétèoù ?
La Reine des pommes est le second extrait de l'album Amour toujours de Lio. Les paroles sont signées Jacques Duvall et la musique Alain Chamfort.

## Référence
1. ↑  Gilles Verlant,  Pierre Mikaïloff, Le Dictionnaire des années 80, Paris, Larousse, 2011, 560 p.  (ISBN 978-2035850256) [lire en ligne]